# Успенский, Василий Васильевич
Василий Васильевич Успенский (1881—1952) — советский учёный и педагог в области  хирургии, доктор медицинских наук (1935), профессор (1937). Заслуженный врач РСФСР (1944).

## Биография
Родился 30 марта 1881 года в Вятской губернии.
До 1905 года проходил обучение на медицинских факультетах Казанского и Московского университетов, был участником революционного движения, в связи с чем не окончив университет был вынужден уехать во Францию в Париж. До 1910 года по приглашению Шарля Николя на научно-исследовательской работе в Институте Пастера, работал совместно с микробиологами А. М. Безредкой и И. И. Мечниковым, одновременно с научной деятельностью проходил обучение в Парижской высшей медицинской школе.
В 1910 году после возвращения в Российскую империю, закончил медицинский факультет Московского университета. 
С 1910 по 1914 год на практической и клинической работе в земских врачебных учебных заведениях Уфимской и Тамбовской губерниях, а также в Московской Старо-Екатерининской больнице, где работал под руководством таких хирургов как В. М. Минц, П. А. Герцен и  В. Н. Розанов. Помимо практической занимался и педагогической работой в Петербургском клиническом институте усовершенствования врачей.
С 1914 по 1918 год после высылки из Москвы в Костромскую губернию, работал хирургом в Кологривской уездной больнице. С 1918 по 1952 год на практической работе в должности заведующего хирургическим отделением и главным врачом Тверской объединённой городской больницы (позже реформированную в Калининскую Городскую клиническую больницу №1), помимо практической занимался и педагогической работой в Калининском педагогическом институте в должности — заведующий кафедрой анатомии и физиологии. С 1941 по 1945 год в период Великой Отечественной войны В. В. Успенский являлся главным хирургом Калининского эвакуационного госпиталя.

### Научно-педагогическая деятельность
Основная научно-педагогическая деятельность В. В. Успенского была связана с вопросами в области проблем лечения двенадцатиперстной кишки и язвенной болезни желудка, абдоминальной хирургии. На XV Всероссийском съезде хирургов В. В. Успенский сделал доклад о предпочтении гастроэнтеростомии при оперативном лечении язвенной болезни, на XXV Всесоюзном съезде хирургов был избран заместителем председателя этого съезда. В 1924 году В. В. Успенский был одним из первых в Советском Союзе кто внедрил в клиническую практику переливание крови. В. В. Успенский являлся почётным членом Московского и Ленинградского хирургических обществ.
В 1935 году защитил диссертацию на соискание учёной степени доктор медицинских наук по теме:  «Кожная регионарная чувствительность к ультрафиолетовым лучам, ее динамичность и значение ее кривой в прогнозе и терапии кожных заболеваний», в 1937 году ему было присвоено учёное звание профессор. Под руководством В. В. Успенским было написано около двухсот шестидесяти семи научных трудов, в том числе монографий, был членом  редакционного отдела «Вестник дерматологии и венерологии».
Скончался 21 августа 1952 года в Калинине.

## Награды
- Орден Ленина

### Звания
- Заслуженный врач РСФСР (1944)